# Leezdorfer Mühle

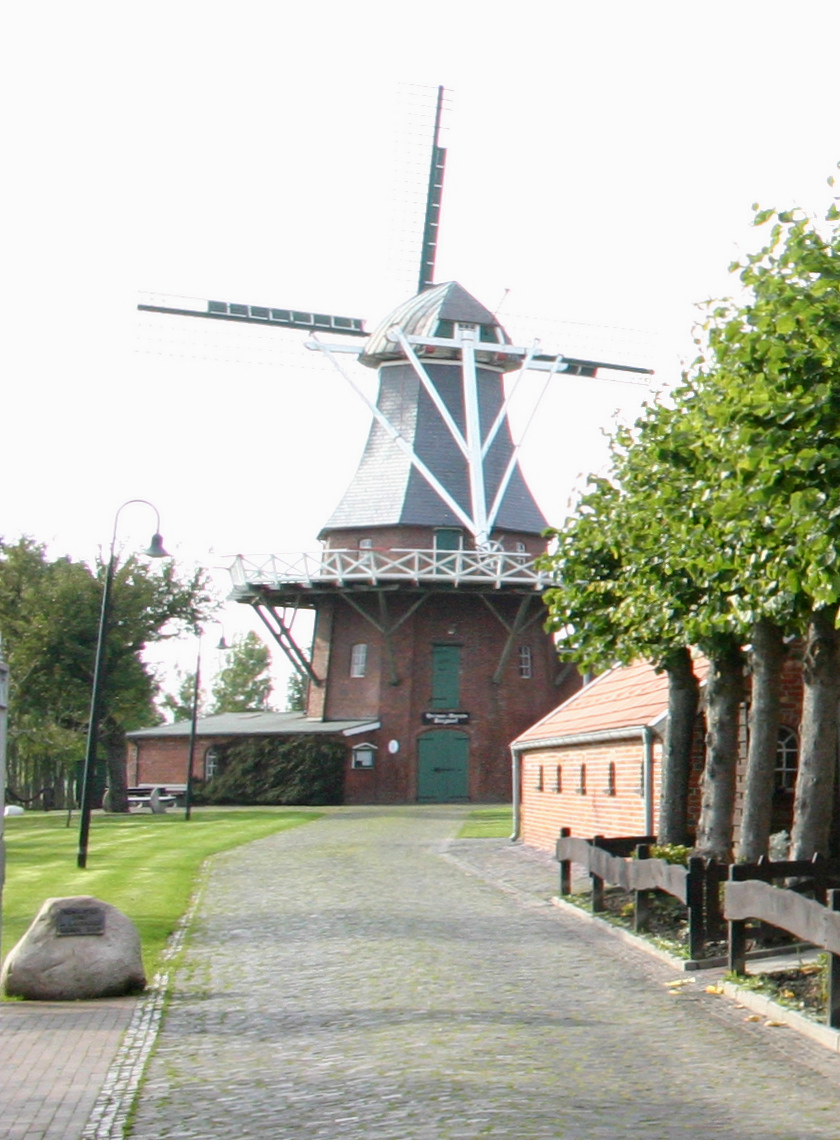
Leezdorfer Mühle

Die Leezdorfer Mühle ist das Wahrzeichen von Leezdorf in Ostfriesland. Etwa 1873 wurde die erste, wahrscheinlich eine „Kokermühle“, erbaut.
1895 wurde ihr jedoch der Wind zum Verhängnis, und sie wehte um. Die jetzige, 1896–1897 erbaute Mühle, ein Galerieholländer, wurde in den letzten Jahren restauriert. Heute präsentiert sie die Dauerausstellung „Altes Brauchtum“. Für Besucher ist außerdem eine Teeküche eingerichtet worden.
Der Heimatverein Leezdorf, der die Restaurierung in Eigenleistung vollbracht hat, wurde hierfür mit dem 3. Platz für herausragende Leistungen im Bereich des Denkmalschutzes im Weser-Ems-Gebiet ausgezeichnet.